# Coma inducido
El coma farmacológico o coma inducido por barbitúricos es un estado de coma temporal (un profundo estado de inconsciencia) provocado por una dosis controlada de un fármaco barbitúrico, habitualmente pentobarbital o tiopental. Se utilizan comas barbitúricos para proteger el cerebro durante una neurocirugía importante, y como última opción de tratamiento en ciertos casos de estado epiléptico que no han respondido a otros tratamientos.[cita requerida]

## Efectos
Los barbitúricos reducen la tasa metabólica de los tejidos del cerebro, así como el flujo sanguíneo cerebral. Con estas reducciones, los vasos sanguíneos en el cerebro se estrechan, disminuye la cantidad de espacio ocupado por el cerebro y disminuye también, por lo tanto, la presión intracraneal.[cita requerida] La esperanza es que, al aliviar la hinchazón, la presión disminuya y pueda evitarse el daño cerebral. Varios estudios han apoyado esta teoría, y muestran una reducción de la mortalidad en el tratamiento de la hipertensión intracraneal refractaria con coma barbitúrico.

## Límites
Sin embargo, existe controversia acerca de los beneficios del uso de barbitúricos para controlar la hipertensión intracraneal. Algunos estudios han demostrado que el estado de coma inducido por barbitúricos puede reducir la hipertensión intracraneal, pero no necesariamente prevenir el daño cerebral. Además, la reducción en la hipertensión intracraneal no puede sostenerse. Algunos ensayos aleatorizados no han demostrado ningún beneficio de supervivencia o morbilidad de coma inducido en situaciones diversas como, por ejemplo, en las intervenciones neuroquirúrgicas, en el trauma en la cabeza, en la ruptura de un aneurisma intracraneal, en hemorragias intracraneales, en ictus isquémico y el estado epiléptico. Si el paciente sobrevive, también puede haber deterioro cognitivo después de la recuperación del coma.
Alrededor del 55 por ciento de la glucosa y del oxígeno es usado por el cerebro para su actividad eléctrica, y el resto, para las actividades restantes (el metabolismo). Esto es reconocido con el uso de un electroencefalograma (EEG), que mide  la actividad eléctrica en el cerebro. Cuando se administran a pacientes con lesiones cerebrales de coma inducido, los barbitúricos reducen la actividad eléctrica del cerebro, lo que en teoría reduce la demanda metabólica y el oxígeno. Una vez que hay una mejora en el estado general del paciente, los barbitúricos se retiran gradualmente, y el paciente recupera la conciencia.
El coma inducido también se utiliza en el tratamiento sintomático de la rabia, a través del protocolo de Milwaukee, que se experimentó por primera vez en 2004.